# Lucie Silvas
Lucie Silvas (geboren als Lucie Joanne Silverman, Surrey, Engeland, 4 september 1977) is een Brits singer-songwriter.

## Biografie

### Beginjaren
Lucie Silvas werd als het derde en laatste kind van een vader uit Nieuw-Zeeland en een moeder uit Schotland geboren. Mia en Nikki zijn haar twee oudere zussen. Op haar vijfde begon Silvas met piano spelen en op haar tiende schreef ze haar eerste eigen nummer. Voordat ze een platencontract in de wacht sleepte, werkte Silvas voornamelijk als achtergrondzangeres. Zo zong ze bij Take That-zanger Gary Barlow en Judie Tzuke. In 2000 kreeg de zangeres een platencontract bij EMI Music en bracht vervolgens in het Verenigd Koninkrijk haar eerste single It's too late uit. Deze single flopte echter, waarna ze door EMI op straat werd gezet. Zonder platencontract begon Silvas hierna als songwriter voor andere artiesten te werken. Zo schreef ze liedjes voor onder meer Kelly Clarkson, Gareth Gates, Liberty X en Rachel Stevens.
In 2003 tekende Silvas een nieuw platencontract bij Mercury Records, waarna ze begon aan het schrijven en opnemen van haar debuutalbum. De eerste single van dat album was de pianoballad What you're made of, die begin oktober door Mercury in het Verenigd Koninkrijk werd uitgebracht. Het nummer kwam binnen op de zevende plaats van de Britse hitlijst. Silvas’ debuutalbum Breathe in verscheen half oktober en werd in haar thuisland goed ontvangen.

### Internationale doorbraak
De tweede single van haar debuutalbum werd de titeltrack Breathe in, die begin januari 2005 in thuisland het Verenigd Koninkrijk verscheen. In de week na de uitgave kwam de single binnen op de 6e positie van de UK Singles Chart. Dit gaf een impuls aan de verkoop van Silvas’ album, waarna de interesse voor haar muziek ook in enkele andere Europese landen toenam. In Nederland en België werd What you're made of in maart 2005 uitgebracht en bereikte het, dankzij de vele airplay op radio en televisie, de 28e positie in de Nederlandse Top 40 op destijds Radio 538 en de 23e positie in de publieke hitlijst; toentertijd de Mega Top 50 op 3FM. 
In België bereikte de single de beide Vlaamse hitlijsten en de Waalse hitlijst niet en bleef steken in de Vlaamse "Ultratip" van de Vlaamse Ultratop 50.
Intussen maakte Silvas met een zelf gekozen band een tournee door thuisland het Verenigd Koninkrijk, waarvan de tickets goed verkochten. De derde single van het album, The game is won, werd begin mei 2005 in het Verenigd Koninkrijk uitgebracht. Ondanks het feit dat verschillende Britse critici voorspelden dat dit Silvas' eerste nummer 1-hit zou worden, strandde de single in de UK Singles Chart teleurstellend op een 38e positie. Toch bleef het album van de zangeres goed verkopen en kon het eind 2005 met platina worden bekroond.
Terwijl de single Breathe in in Nederland in de Tipparade bleef steken, wist Don't look back, de vierde single van haar debuutalbum, in de UK Singles Chart niet hoger te komen dan de 34e positie. In de zomermaanden van 2005 hield Silvas zich bezig met promotie in onder meer Duitsland, Spanje en Nederland. Dit resulteerde later dat jaar in een volgende hit: Nothing else matters (een cover van de groep Metallica). Het album Breathe in bereikte in Nederland intussen de platinastatus. Na dit succes bracht Silvas Forget me not uit, een single die zowel in Nederland als in haar thuisland uitdraaide op een flop. Silvas gaf op 9 maart 2006 in Utrecht haar eerste concert in Nederland. Door het snelle uitverkopen hiervan gaf Silvas op 1 juni 2006 nog een extra concert in de Heineken Music Hall te Amsterdam.

### Duet met Marco Borsato
In de zomer van 2006 werkte Silvas met diverse songwriters en producers aan een geheel nieuw album, The same side. Universal Music bracht het album op 23 oktober 2006 op de Nederlandse markt. Als eerste single verscheen in Nederland het nummer Everytime I think of you, een duet tussen Silvas en Marco Borsato. Het nummer, oorspronkelijk van The Babys, bereikte kort na het verschijnen de eerste plaats van de Nederlandse Top 40 en werd daarmee Silvas' eerste nummer 1-single. Ook in Vlaanderen werd het een grote hit. Het album The same side werd in Nederland, dankzij een verkoop van 40.000 exemplaren, reeds op de dag van verschijning met goud bekroond. Tijdens Marco Borsato's concertenreeks Symphonica in Rosso, in het Gelredome te Arnhem, trad Silvas diverse malen op.
In contrast met haar populariteit in Nederland wist Silvas haar succes in het Verenigd Koninkrijk niet te behouden. Het eind 2006 uitgebrachte nummer Last year, dat haar bij de Britten een grootse comeback moest bezorgen, liep uit op een teleurstelling: de single flopte en wist de Britse Top 40 niet te behalen. Hiermee werd de verschijningsdatum van de Britse editie van The same side tijdelijk opgeschort en verschoven naar februari 2007. Tot die tijd hield de zangeres zich voornamelijk bezig met promotie en optredens in Nederland en enkele andere Europese landen, waar ze op dat moment meer succes had. Uiteindelijk kreeg Silvas met haar tweede plaat geen voet aan de grond in eigen land. Het gevolg was dat ze haar platencontract bij Mercury Records verloor.
Op 30 juni 2007 gaf Silvas samen met het Metropole Orkest een concert in de Amsterdamse Heineken Music Hall.

### Later werk
Ondanks dat zij (met name in Nederland) een succesvolle carrière had opgebouwd, verdween Silvas na 2007 uit de schijnwerpers en raakte zij enigszins in de vergetelheid. Pas in februari 2015 bracht ze weer nieuwe muziek uit op de naar haarzelf genoemde ep Lucie Silvas. Later dat jaar, in september, verscheen haar derde studioalbum: Letters to ghosts. Op dit album verruilde ze haar vroegere muziekstijl voor een meer country-achtig geluid. Het album werd opgenomen in het Amerikaanse Nashville en uitgebracht op haar eigen platenlabel Furthest Point. Na het floppen van Letters to ghosts volgde in augustus 2018 haar vierde album E.G.O. Ook deze plaat sloeg echter niet aan.

## Discografie

### Albums
| Album met eventuele hitnotering(en) in de Nederlandse Album Top 100 | Datum van verschijnen | Datum van binnenkomst | Hoogste positie | Aantal weken | Opmerkingen |
| ------------------------------------------------------------------- | --------------------- | --------------------- | --------------- | ------------ | ----------- |
| Breathe in                                                          | 11-10-2004            | 02-04-2005            | 1 (1wk)         | 88           | Platina     |
| The same side                                                       | 23-10-2006            | 28-10-2006            | 5               | 26           | Goud        |
| Letters to ghosts                                                   | 18-09-2015            | -                     |                 |              |             |
| E.G.O.                                                              | 24-08-2018            | -                     |                 |              |             |

### Singles
| Single met eventuele hitnotering(en) in de Nederlandse Top 40 | Datum van verschijnen | Datum van binnenkomst | Hoogste positie | Aantal weken | Opmerkingen                                                              |
| ------------------------------------------------------------- | --------------------- | --------------------- | --------------- | ------------ | ------------------------------------------------------------------------ |
| What you're made of                                           | 2005                  | 07-05-2005            | 28              | 5            | Nr. 23 in de Single Top 100                                              |
| Breathe In                                                    | 2005                  | 16-07-2005            | tip6            | -            | Nr. 41 in de Single Top 100                                              |
| Nothing else matters                                          | 2005                  | 10-12-2005            | 12              | 9            | Nr. 13 in de Single Top 100                                              |
| Forget me not                                                 | 2006                  | -                     |                 |              | Nr. 48 in de Single Top 100                                              |
| What you're made of                                           | 2006                  | -                     |                 |              | met Metropole Orchestra o.l.v. Dick Bakker / Nr. 79 in de Single Top 100 |
| Everytime I think of you                                      | 2006                  | 07-10-2006            | 1 (5wk)         | 15           | met Marco Borsato / Alarmschijf / Nr. 1 in de Single Top 100             |
| Last year                                                     | 2006                  | 02-12-2006            | tip4            | -            | Nr. 66 in de Single Top 100                                              |

| Single met hitnotering(en) in de Vlaamse Ultratop 50 | Datum van verschijnen | Datum van binnenkomst | Hoogste positie | Aantal weken | Opmerkingen       |
| ---------------------------------------------------- | --------------------- | --------------------- | --------------- | ------------ | ----------------- |
| What you're made of                                  | 2005                  | 23-04-2005            | tip13           | -            |                   |
| Nothing else matters                                 | 2005                  | 07-01-2006            | tip4            | -            |                   |
| Everytime I think of you                             | 2006                  | 21-10-2006            | 5               | 20           | met Marco Borsato |

### NPO Radio 2 Top 2000
| Nummers met noteringen in de NPO Radio 2 Top 2000 | '06 | '07  | '08  | '09  | '10  |
| ------------------------------------------------- | --- | ---- | ---- | ---- | ---- |
| Everytime I Think of You (met Marco Borsato)      | -   | 784  | -    | 1010 | -    |
| What You're Made of                               | 856 | 1662 | 1795 | -    | 1991 |

1. ↑  Een '-' betekent dat het nummer niet was genoteerd en een vetgedrukt getal geeft de hoogste notering van een nummer aan.
2. ↑  2006 was het eerste jaar met een notering voor Lucie Silvas.
3. ↑  Deze tabel is bijgewerkt tot en met de laatste editie (2024).